# Bori
Bori este un oraș din N’Dali, departamentul Borgou, Benin.